# 红果㭴木
红果樫木（学名：Dysoxylum binectariferum）为楝科樫木属下的一个种。該物種主要分佈於中國海南及云南南部地区以及斯里兰卡、印度、中南半岛等地區。

## 扩展阅读
- 維基物種上的相關：红果樫木